# Liste des plus hautes structures de Londres

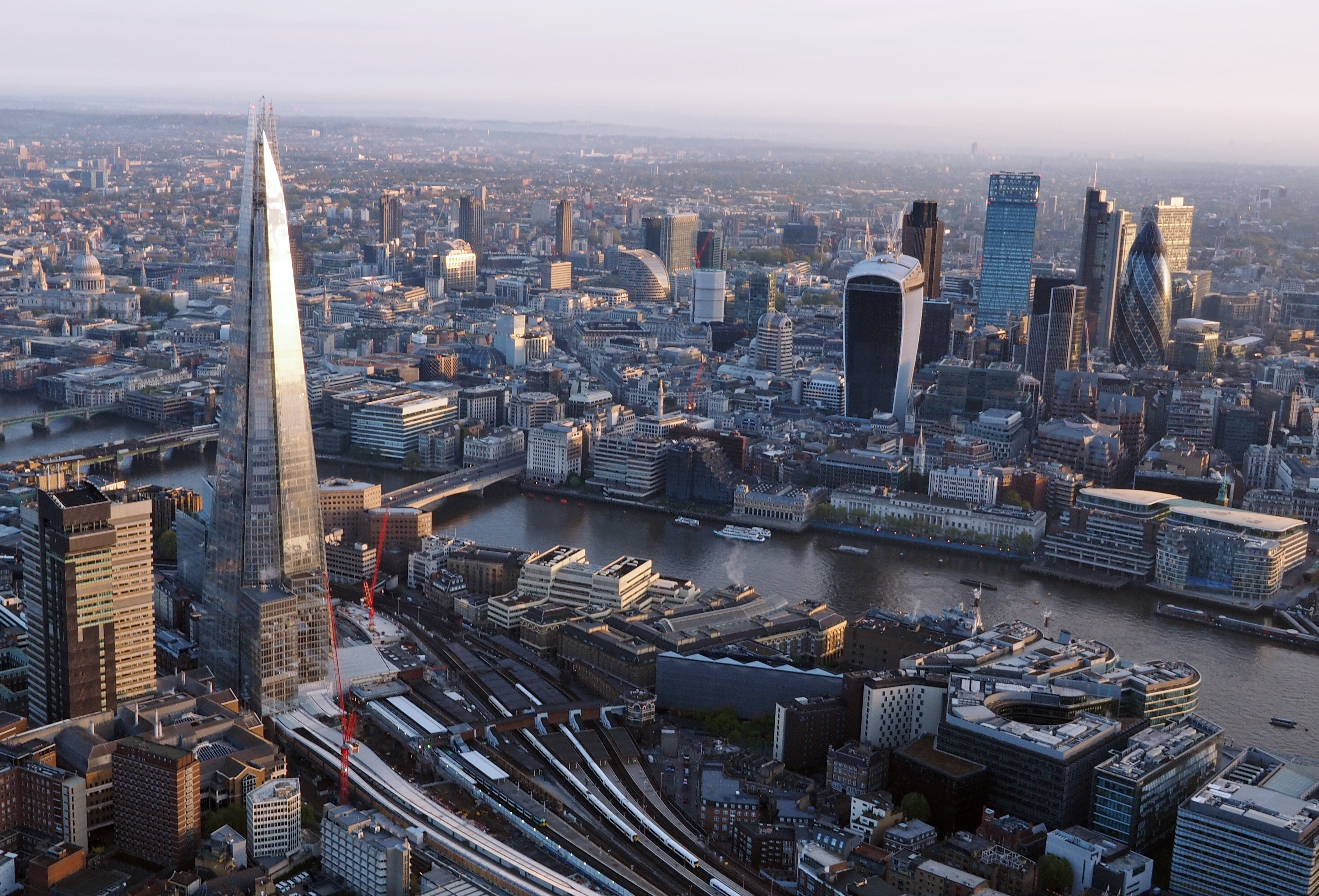
Vue partielle de la City en 2014.

La liste des plus hautes structures de Londres regroupe et classe par hauteur les plus hauts gratte-ciel, bâtiments et structures situés dans la ville de Londres, capitale du Royaume-Uni. La construction actuellement la plus élevée de la capitale britannique est le gratte-ciel Shard London Bridge, achevé en 2012 et qui atteint 310 mètres (1 016 pieds). Sa taille en fait le plus haut bâtiment du Royaume-Uni et d'Europe. La seconde est le One Canada Square, érigé en 1991 dans le quartier d'affaires de Canary Wharf. Sa hauteur est de 235 mètres (771 pieds), ce qui le place à la quinzième place du classement des bâtiments les plus hauts d'Europe. La troisième plus haute structure de la ville est l'émetteur de Crystal Palace, construit en 1950 et point de diffusion principal de la télévision pour Londres. Surnommé, au regard de sa forme architecturale, la « Tour Eiffel de Londres », il s'élève à 222 mètres (728 pieds) de hauteur.

## Description
On peut considérer que la construction d'architectures de grande taille à Londres remonte au XIe siècle, avec l'édification, en 1098, dans l'enceinte de la Tour de Londres, de la « White Tower », d'une hauteur de 27 mètres. Le premier édifice londonien à dépasser la hauteur symbolique des 100 mètres est la vieille cathédrale Saint-Paul de Londres, achevée en 1310. Détruite dans le grand incendie de Londres de 1666, elle s'élevait à 150 mètres et fut, durant une année, la plus haute structure d'Europe, avant d'être dépassée en 1311 par la cathédrale de Lincoln, située dans la ville de Lincoln en Angleterre. Elle redevint la plus haute structure d'Europe lorsque la pointe de la cathédrale Lincoln s'effondra en 1549. Malgré la destruction accidentelle de sa pointe le 4 juin 1561 par la foudre, elle reste la plus haute structure de Londres, mais la plus haute structure du monde devient la cathédrale Notre-Dame, située dans la ville de Strasbourg en France. Après sa destruction dans le grand incendie de 1666, le titre de plus haute structure de la ville revient à la cathédrale de Southwark, qui s'élève à 50 mètres de hauteur.
Aucun projet architectural londonien ne dépassera les 100 mètres de hauteur avant l'année 1710, année d'achèvement de la construction de la cathédrale Saint-Paul de Londres. Culminant à 111 mètres de haut, la cathédrale restera 229 ans durant la plus haute structure de la capitale, jusqu'à la construction de la centrale électrique au charbon Battersea Power Station en 1939.
Malgré une longue histoire architecturale, Londres n'a vu que très tard l'édification de gratte-ciel, cette situation s'expliquant par les restrictions légales régissant la hauteur maximale des constructions de la capitale, afin de préserver le panorama de la ville visible de la cathédrale Saint-Paul, de la Tour de Londres et du palais de Westminster.
La conséquence de cette situation est l'explosion, à partir des années 1960, des constructions de grande hauteur, lorsque les restrictions architecturales furent révisées. L'un des premiers gratte-ciel construit durant cette période est Centre Point, qui affiche 117 mètres de haut et comporte 32 étages. Un autre gratte-ciel d'importance est la NatWest Tower, construite dans les années 1970 et inaugurée en 1980. Avec ses 183 mètres de haut, il constitue, selon les standards internationaux, le premier véritable gratte-ciel de la ville de Londres. Le début des années 1990 verra l'édification de One Canada Square, tour de 235 mètres qui constitue le centre architectural du quartier de Canary Wharf. Après une pause de dix années, le panorama londonien va connaitre un nouveau boom à l'aube des années 2000, avec l'édification des tours 8 Canada Square, 25 Canada Square, des bâtiments de Heron Quays, du siège de la Barclays, de la Broadgate Tower et de la tour 30 St Mary Axe, lauréate en 2003 du Emporis Skyscraper Award et du prix Stirling en 2004.

Vue panoramique de Londres de la cathédrale Saint-Paul en septembre 2007

### Diagramme comparatif

Immeubles les plus élevés de Londres en janvier 2006

## Listes

### Gratte-ciel

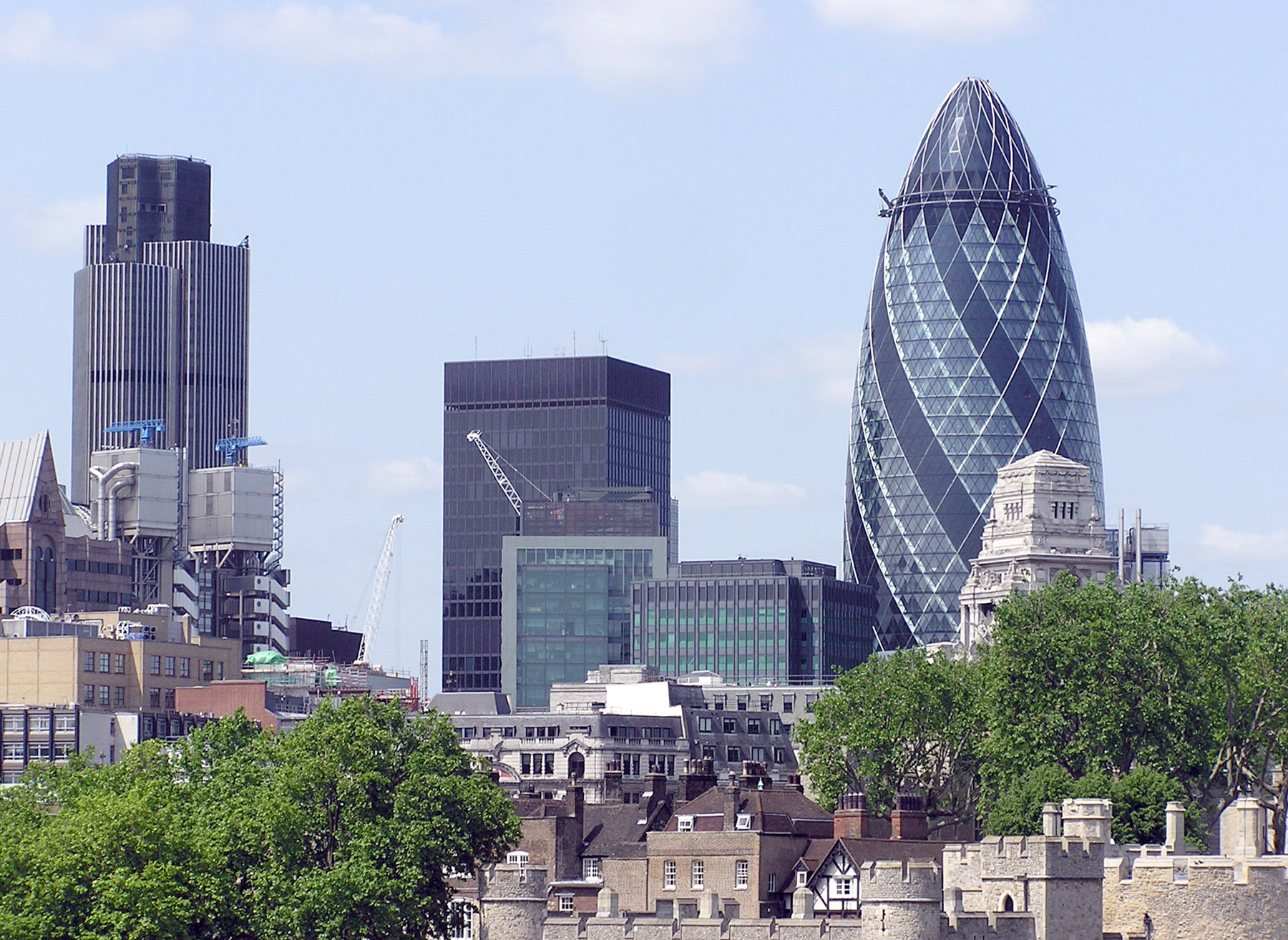
Deux autres des bâtiments les plus élevés de Londres, à gauche Tower 42 (183 m) et à droite 30 St Mary Axe (180 m)

| Rang | Nom                            | Année | Utilisation | Hauteur (m) | Étages | Localisation           |
| ---- | ------------------------------ | ----- | ----------- | ----------- | ------ | ---------------------- |
| 1    | The Shard                      | 2013  | Bureaux     | 306         | 73     | Southwark              |
| 2    | Bishopsgate Tower              | 2020  | Bureaux     | 278         | 62     | City of London         |
| 3    | One Canada Square              | 1991  | Bureaux     | 235         | 50     | Canary Wharf           |
| 4    | Heron Tower                    | 2011  | Bureaux     | 230         | 46     | City of London         |
| 5    | The Leadenhall Building        | 2014  | Bureaux     | 225         | 48     | City of London         |
| 6    | 25 Canada Square               | 2001  | Bureaux     | 200         | 45     | Canary Wharf           |
| 6    | 8 Canada Square                | 2002  | Bureaux     | 200         | 45     | Canary Wharf           |
| 7    | Tower 42                       | 1980  | Bureaux     | 183         | 43     | City of London         |
| 8    | The Tower, One St George Wharf | 2014  | Bureaux     | 181         | 49     | Lambeth                |
| 9    | 30 St Mary Axe                 | 2003  | Bureaux     | 180         | 41     | City of London         |
| 10   | One Blackfriars                | 2018  | Bureaux     | 166         | 50     | City of London         |
| 10   | The Broadgate Tower            | 2008  | Bureaux     | 161         | 35     | City of London         |
| 11   | 20 Fenchurch Street            | 2014  | Bureaux     | 160         | 38     | City of London         |
| 12   | One Churchill Place            | 2004  | Bureaux     | 156         | 32     | Canary Wharf           |
| 13   | South Bank Tower               | 1978  | Bureaux     | 155         | 41     | Southwark              |
| 14   | 40 Bank Street                 | 2003  | Bureaux     | 153         | 33     | Canary Wharf           |
| 14   | 25 Bank Street                 | 2003  | Bureaux     | 153         | 33     | Canary Wharf           |
| 16   | 10 Upper Bank Street           | 2003  | Bureaux     | 151         | 32     | Canary Wharf           |
| 17   | Guy's Tower                    | 1974  | Bureaux     | 149         | 34     | Southwark              |
| 18   | Strata SE1                     | 2010  | Résidentiel | 148         | 43     | Southwark              |
| 19   | Pan Peninsula East Tower       | 2008  | Résidentiel | 147         | 48     | Tower Hamlets          |
| 20   | The Landmark East Tower        | 2010  | Résidentiel | 137         | 44     | Canary Wharf           |
| 21   | 25 Churchill Place             | 2014  | Résidentiel | 130         | 20     | Canary Wharf           |
| 22   | CityPoint                      | 1967  | Bureaux     | 127         | 36     | City of London         |
| 23   | Euston Tower                   | 1970  | Bureaux     | 124         | 36     | Camden                 |
| 24   | Shakespeare Tower              | 1976  | Résidentiel | 123         | 43     | City of London         |
| 24   | Lauderdale Tower               | 1974  | Résidentiel | 123         | 43     | City of London         |
| 24   | Cromwell Tower                 | 1973  | Résidentiel | 123         | 42     | City of London         |
| 27   | Pan Peninsula West Tower       | 2008  | Résidentiel | 122         | 39     | Tower Hamlets          |
| 28   | Millbank Tower                 | 1963  | Bureaux     | 119         | 33     | City of Westminster    |
| 29   | St. Helen's                    | 1969  | Bureaux     | 118         | 28     | City of London         |
| 30   | Centre Point                   | 1967  | Résidentiel | 117         | 35     | Camden                 |
| 30   | Empress State Building         | 1961  | Bureaux     | 117         | 31     | Hammersmith and Fulham |
| 32   | Nido Spitalfields              | 2010  | Résidentiel | 112         | 34     | Tower Hamlets          |
| 33   | No.1 West India Quay           | 2004  | Résidentiel | 108         | 36     | Canary Wharf           |
| 34   | Shell Centre                   | 1962  | Bureaux     | 107         | 26     | Lambeth                |
| 35   | Ontario Tower                  | 2007  | Résidentiel | 106         | 31     | Tower Hamlets          |
| 36   | 33 Canada Square               | 1999  | Bureaux     | 105         | 18     | Canary Wharf           |
| 37   | 99 Bishopsgate                 | 1976  | Bureaux     | 104         | 26     | City of London         |
| 38   | 125 Old Broad Street           | 1970  | Bureaux     | 103         | 27     | City of London         |
| 39   | Portland House                 | 1963  | Bureaux     | 102         | 29     | City of Westminster    |
| 40   | The London Hilton on Park Lane | 1963  | Bureaux     | 101         | 29     | City of Westminster    |

### Autres structures
|   | No                                        | Hauteur (m) | Construction |
| 1 | Crystal Palace Transmitter (émetteur BBC) | 222         | 1950         |
| 2 | Croydon Transmitter (émetteur BBC)        | 153         | 1962         |
| 3 | EDF Energy - London Eye                   | 135         | 1999         |
| 4 | Wembley Stadium                           | 133         | 2005         |
| 5 | Cathédrale Saint-Paul                     | 112         | 1710         |
| 6 | Victoria Tower (Palais de Westminster)    | 102         | 1858         |

### Bâtiments futurs

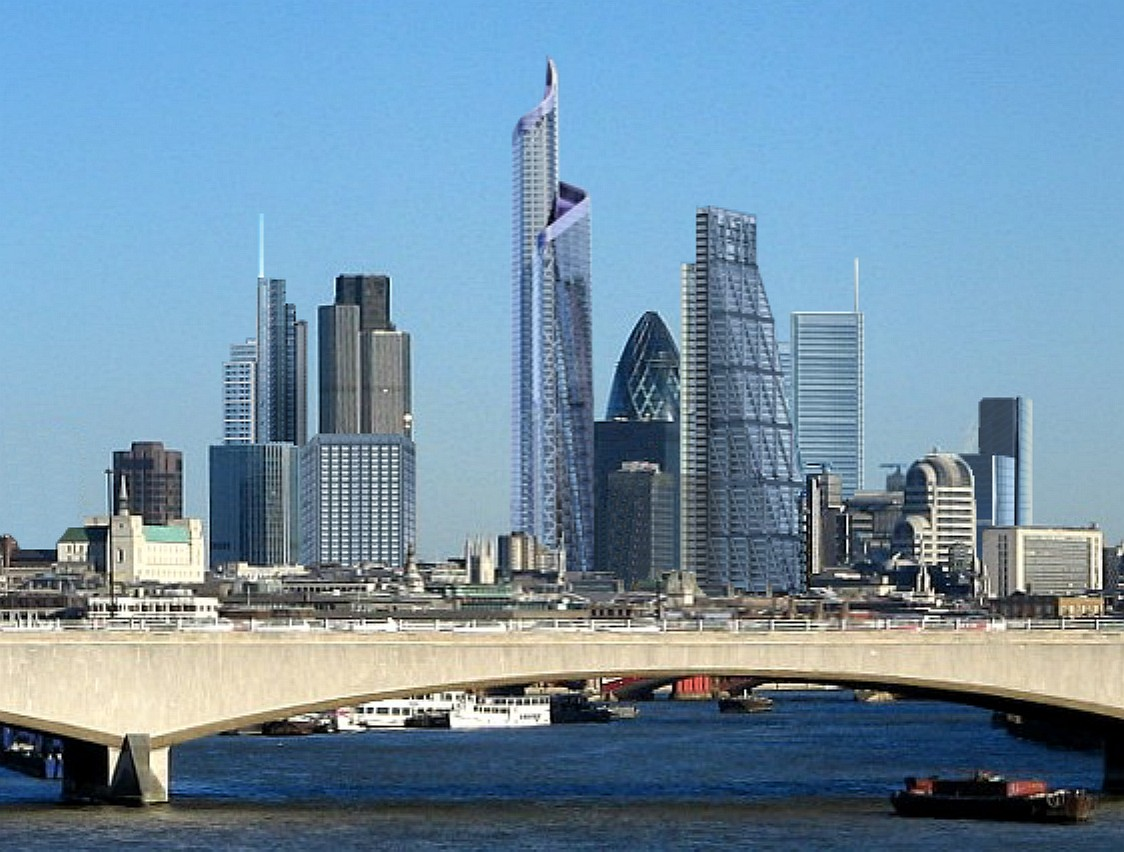
Vue d'artiste de la Bishopsgate Tower et de quelques autres tours proposées

| Nom                               | Hauteur (m) | Statut          |
| --------------------------------- | ----------- | --------------- |
| Hertsmere Tower                   | 242         | Approuvé        |
| Columbus Tower                    | 237         | Approuvé        |
| Riverside South (Canary Wharf)    | 236         | En attente      |
| Minerva Building                  | 217         | Approuvé        |
| Diamond Tower                     | 220         | Approuvé        |
| Valiant Tower                     | 214         | En construction |
| Wood Wharf                        | 200         | Approuvé        |
| City Tower One Nine Elms Vauxhall | 200         | Approuvé        |
| 52-54 Lime Street                 | 192         | En construction |
| Wood Wharf                        | 187         | Approuvé        |
| Wood Wharf                        | 182         | Approuvé        |
| Morello Tower                     | 172         | Approuvé        |
| Principal Place                   | 163         | Approuvé        |
| One Blackfriars                   | 163         | En construction |
| Wood Wharf                        | 154         | Approuvé        |
| Merchant Square Tower             | 150         | Approuvé        |
| Saffron Square                    | 150         | En construction |
| Baltimore Wharf                   | 150         | En construction |
| South Bank Tower                  | 150         | En construction |
| Crossharbour Tower                | 149         | En construction |
| Manhattan Loft Gardens            | 143         | Approuvé        |
| Doon Street Tower                 | 140         | En construction |
| Providence Tower                  | 136         | En construction |
| One The Elephant                  | 133         | En construction |
| Lexicon                           | 115         | Terminé         |

## Autres structures renommées
| Nom                            | Hauteur (m) | Construction |
| ------------------------------ | ----------- | ------------ |
| Trellick Tower                 | 98          | 1972         |
| Big Ben, palais de Westminster | 96          | 1859         |
| Lloyd's building               | 95          | 1986         |
| Dôme du millénaire             | 95          | 1999         |
| Balfron Tower                  | 84          | 1967         |
| St Pancras railway station     | 82          | 1868         |
| The London Ark                 | 76          | 1992         |
| OXO Tower                      | 67          | 1900         |
| Old Bailey                     | 67          | 1907         |

### Sources
- Structurae
- Paris-skyscrapers
- (en) SkyscraperPage